# Wheelman (Computerspiel)
Wheelman ist ein Action-Adventure aus dem Jahr 2009, das von Midway Studios – Newcastle in Zusammenarbeit mit Vin Diesels Tigon Studios für PlayStation 3, der Xbox 360 und Microsoft Windows entwickelt wurde. Es ist eine der letzten Veröffentlichungen des amerikanischen Publishers Midway Games, der bereits vor Veröffentlichung Insolvenz anmelden musste. In Deutschland kam das Spiel daher mit Unterstützung durch den französischen Publisher Ubisoft auf den Markt.

## Handlung
Milo Burik (Vin Diesel), ein Undercover-Agent der CIA, versucht sich in die um die Vorherrschaft in Barcelona kämpfenden Gangs – im Spiel Los Lantos, die Rumänen und die Chullos Chanallas – einzuschleichen und arbeitet für diese als Wheelman (Fahrer). Seine Aufgabe ist es, eine Aktentasche mit geheimen Dokumenten zu suchen, die die Banden bei einer Auktion verkaufen wollen. Am Ende der letzten Hauptmission fährt Milo seinem Gegner Anton Gallo bis zum Yachthafen nach, lässt das Auto über eine Rampe an den Docks springen, – wobei Burik schon vorher aus dem Fahrzeug springt – dass auf seine Yacht springt und Gallo tötet. 

## Spielablauf
Insgesamt gibt es 31 Hauptmissionen und 105 Nebenmissionen. Während dieser nutzt der Spieler verschiedene Transportmittel wie Sportwagen, Vans, Lastwagen, Motorräder und Roller, sowie Waffen wie Pistolen, Gewehre oder Schrotflinten. Der Spieler kann Aktionen ausführen, die das Erschießen von Feinden im Zeitlupenmodus oder das Wechseln des Autos während der Fahrt mit einem Sprung („Airjack“) umfassen.

## Entwicklung
Wheelman wurde 2006 von Tigon Studios und Midway angekündigt, zu diesem Zeitpunkt noch in Kooperation mit MTV Films und Paramount Pictures. Ursprünglich sollte der Titel 2007 erscheinen, wurde dann jedoch verschoben. Midway Games musste am 12. Februar 2009 Insolvenz nach Chapter 11 des amerikanischen Insolvenzrechts anmelden. Am 19. Februar 2009 verkündeten Midway Games und der französische Publisher Ubisoft eine Kooperation zur Veröffentlichung des Spiels in mehreren Ländern, darunter den USA und Deutschland. Die Markenrechte verblieben bei Midway. Am 12. März wurde der Abschluss der Entwicklungsarbeiten bekannt gegeben. Im Mai 2009 veröffentlichte Midway zwei Downloaderweiterungen, das Free Street Showdown Pack und das Premium Street Showdown Pack.
Der amerikanische Publisher Warner Bros. Interactive Entertainment erwarb die Markenrechte aus Midways Insolvenzmasse, das Entwicklerstudio Midway Studios – Newcastle dagegen konnte keinen Käufer finden und wurde daher geschlossen.

## Rezeption
Das Spiel erhielt laut der Bewertungsseite Metacritic „gemischte oder durchschnittliche“ Bewertungen. GameStar bezeichnete das Spiel als „lieblosen GTA-Klon“, PC Games als „hässlichen Bruder von Niko Bellic aus GTA 4“. Auf allen Plattformen zeige das Spiel technische Probleme.
Neben den überaus negativen Rezensionen wurde das Spiel jedoch auch für das Schießen in Zeitlupe und die Airjack-Funktion gelobt.